# 北馬其頓政治
北馬其頓共和國是一個議會制民主共和國，北馬其頓總理是北馬其頓的政府首腦。行政權由北馬其頓政府行使，立法權則由北馬其頓政府和北馬其頓國會同時所有，司法機構獨立於立法機構和行政機構。現在北馬其頓國會共有120名議員，其中85人是選舉區選出的議員，35人是比例代表議員。